# Piotr Piskorski
Piotr Paweł Piskorski (ur. 17 czerwca 1863 w Wenecji koło Żnina, zm. 15 kwietnia 1920 w Toruniu) – polski działacz społeczny i oświatowy, lekarz.

## Życiorys
Był synem Władysława i Stanisławy z Seredyńskich, miał młodszego brata Jana Kantego, późniejszego kupca w Toruniu, społecznika, członka lokalnych władz. Uczęszczał do gimnazjum w Gnieźnie. Udał się następnie na studia medyczne do Berlina, potem do Greifswaldu, by ostatecznie dyplom lekarza uzyskać w 1894 w Rostoku. Tam uzyskał także doktorat nauk medycznych. Jako lekarz praktykował początkowo w Radzyniu, następnie od 1899 w Witkowie, gdzie udzielał się aktywnie w pracy społecznej. Był inicjatorem powstania w Witkowie towarzystwa robotników polskich. Brał udział w pracach Sejmiku Powiatowego i Rady Miejskiej. Opuścił Witkowo w 1908, żegnany przez władze miasta tytułem honorowego obywatela. Przeniósł się do Bydgoszczy, nie zaprzestając działalności narodowej, co wyrażało się m.in. udziałem w pracach nad rozbudową Domu Polskiego oraz zorganizowaniem pierwszej polskiej wystawy w Bydgoszczy pod zaborami. W 1914 został honorowym członkiem Towarzystwa Przemysłowego w Bydgoszczy.
W tym samym roku wskutek szykan pruskich przeniósł się do Torunia. Figurował na liście osób podejrzanych politycznie i był więziony przez niemieckie władze wojskowe po wybuchu I wojny światowej, a po zwolnieniu skierowany został do służby lekarskiej w toruńskich szpitalach wojskowych. Zmarł 15 kwietnia 1920 w Toruniu, pochowany został na miejscowym cmentarzu św. Jerzego. 
Z małżeństwa z Kazimierą Klepaczewską miał córkę Helenę, historyka i archiwistkę, oraz syna Jerzego.